# اندیس مس چاه دولت
مس چاه دولت یک اندیس فلزی است که در حوالی شهر ایران شهر استان سیستان و بلوچستان قرار دارد و مادهٔ معدنی موجود در آن، مس است.  